# Vandalia (Ohio)
Vandalia és una població dels Estats Units a l'estat d'Ohio. Segons el cens del 2009 tenia 27.298 habitants.

## Demografia
Segons el cens del 2000, Vandalia tenia 14.603 habitants, 6.235 habitatges, i 4.090 famílies. La densitat de població era de 477,4 habitants per km².
Dels 6.235 habitatges en un 30,1% hi vivien nens de menys de 18 anys, en un 52% hi vivien parelles casades, en un 10,3% dones solteres, i en un 34,4% no eren unitats familiars. En el 29,8% dels habitatges hi vivien persones soles el 8,5% de les quals corresponia a persones de 65 anys o més que vivien soles. El nombre mitjà de persones vivint en cada habitatge era de 2,32 i el nombre mitjà de persones que vivien en cada família era de 2,88.
Per edats la població es repartia de la següent manera: un 23,6% tenia menys de 18 anys, un 8,1% entre 18 i 24, un 29,7% entre 25 i 44, un 25% de 45 a 60 i un 13,6% 65 anys o més.
L'edat mediana era de 38 anys. Per cada 100 dones de 18 o més anys hi havia 90,9 homes.
La renda mediana per habitatge era de 44.463 $ i la renda mediana per família de 55.270 $. Els homes tenien una renda mediana de 41.938 $ mentre que les dones 26.853 $. La renda per capita de la població era de 24.199 $. Aproximadament el 3,5% de les famílies i el 5,2% de la població estaven per davall del llindar de pobresa.

## Poblacions més properes
El següent diagrama mostra les poblacions més properes.